# Списки космічних апаратів
Список списків, в якому перелічені усі космічні апарати та їх ракети-носії. Список буде поступово оновлюватися і доповнюватися. Запуски космічних апаратів різних типів виділені в окремий список.
- Список українських космічних апаратів, виведених на навколоземну орбіту
- Список космічних телескопів
- Список діючих міжпланетних апаратів[en]
- Список пілотованих міжпланетних апаратів[en]
- Список запусків багаторазових перших ступенів ракет сімейства Falcon
- Список найважчих космічних апаратів[en]
- Список космічних апаратів для дослідження Місяця[en]
- Список марсіанських посадкових модулів[en]
- Список марсіанських орбітальних апаратів[en]
- Список запланованих космічних телескопів[en]
- Список міжпланетних космічних апаратів[en]
- Список ШСЗ призначених для дослідження Землі[en]
- Список апаратів з неперезаряджуваними батареями[en]
- Список космічних апаратів з електричними ракетними двигунами[en]
- Список орбітальних літаків[en]
- Список космічних апаратів, запущених з МКС[en]